# Burning Down Tomorrow
Burning Down Tomorrow er en amerikansk dokumentarfilm fra 1990 af Kit Thomas.